# دون ويلسون (لاعب كريكت)
دون ويلسون (7 أغسطس 1937 في المملكة المتحدة - 21 يوليو 2012 في المملكة المتحدة) (بالإنجليزية: Don Wilson)‏ هو لاعب كريكت بريطاني. شارك مع منتخب إنجلترا للكريكت.

## وصلات خارجية
- دون ويلسون على موقع إي آس بي آن كريك إنفو (الإنجليزية)